# Doesburg
Doesburg  è una municipalità dei Paesi Bassi di 11 606 abitanti facente parte della provincia di Gheldria e situata tra la regione dell'Achterhoek e la regione di Liemers.